# Super Girl & Romantic Boys
Super Girl & Romantic Boys – zespół grający elektro-rock i elektro-punk, jeden z zespołów nowej fali polskiej muzyki elektronicznej przełomu wieków. Został założony w Warszawie w 1998 roku. W 2003 roku nagrał materiał na płytę, która została wydana dopiero po 10 latach – w roku 2013. Rozwiązany w 2006 roku z powodu konfliktu między wokalistami. Na krótko reaktywowany w 2008 roku. Po raz kolejny reaktywowany w 2013 roku.
Ich piosenka „Spokój” znalazła się na ścieżce dźwiękowej filmu Jak to się robi z dziewczynami oraz Człowiek z reklamówką.

## Muzycy
Obecny skład zespołu
- „Kostja” (Konstanty Usenko) – syntezator, wokal
- „Ewik” (Ewa Malinowska) – wokal
- „Lord Mich” (Michał Wróblewski) – gitara

Byli członkowie
- Filip Rakowski – perkusja, sekwencer
- Dziki – gitara, chórki
- Alek Borowicz – tancerz
- Maciek Rożalski – tancerz
- Leon – automat perkusyjny
- Adolv – gitara

## Historia
Zespół powstał w 1998 roku z inicjatywy Konstantego Usenki, Ewy Malinowskiej, gitarzysty o pseudonimie Dziki i Maćka Rożalskiego. Pierwsze nagrania zarejestrował w kwietniu na skłocie Reichenberger w Berlinie, a w grudniu 1998 roku w klubie Kotły w Warszawie odbył się pierwszy koncert.
W 2000 roku SGRB nagrywał swój największy hit – Spokój. W międzyczasie grał koncerty w wielu polskich i niemieckich miastach, m.in. z Starymi Singers, Homomilitią, Starymi Sida i CKOD.
W 2002 nagrywał teledysk do utworu Spokój. Z inicjatywy Maxa Cegielskiego pojawili się na składance Disco Chaos – Nowa Fala 2002 (wyd. S.P. Records). We wrześniu 2002 odbywał trasę z zespołem Silikon Fest (Wrocław, Berlin – Subversiv, Poczdam, Ochersleben, Hengelo, Haga i Amsterdam – wspólnie z Oi Polloi, Wursdorf).
W 2003 występował w programie Kuby Wojewódzkiego. Roczna praca w studiu S.P. Records nad materiałem na debiutancką płytę kończyła się odmową jej wydania przez tę wytwórnię. Na przełomie maja i czerwca 2003 roku razem z Mass Kotkami grali Trasę Wschodnią (Białystok, Grodno, Ryga, Sankt Petersburg, Moskwa, Mińsk). Ich utwory „Dworzec zachodni”, „Dworzec wschodni” znalazły się na składance Elektronotes.
W 2004 roku oprócz koncertów w Polsce (m.in. z 19 Wiosen i Patyczakiem), razem z Mass Kotkami i Oi Polloi występowali również w Anglii i Szkocji.
Rok 2005 rozpoczęli występem z Kapitanem Nemo. W tym samym roku nagrali program dla TVP Kultura z wizualizacjami stworzonymi przez Xawerego Żuławskiego. W czerwcu wraz z Dick4Dick grali 3 koncerty w Moskwie. Syreny pojawiły się na składance dołączonej do „Lampy” i „Pasażera”. W tym czasie powstały nowe utwory.
W 2006 roku po serii występów w Polsce, zagrali swój ostatni koncert na skłocie Kopi w Berlinie. Po nim zespół się rozpadł.
W październiku 2008 roku z okazji 10-lecia powstania, zespół reaktywowano na jedną trasę koncertową, która odbyła się w dniach 1–9 października.
Dopiero w 2013 roku ukazał się pierwszy studyjny album grupy. Płytę zatytułowaną Miłość z tamtych lat wydała niezależna wytwórnia Antena Krzyku. Album zawiera dodatkowy dysk DVD, na którym znajdują się archiwalne materiały koncertowe, a także komplet wszystkich teledysków grupy. Album jest również dostępny w postaci cyfrowej, jak i w wersji kasetowej.
Zespół SGRB miał wystąpić na Scenie Leśnej trzeciego dnia Off Festivalu w Katowicach w 2013 roku, tym samym zapowiadając aktywność koncertową w najbliższym czasie oraz nagranie nowej płyty.
W 2020 roku, zespół przypomniał o sobie publikując dwa utwory zatytułowane "Brunatny pył" oraz "Dansing"

## Dyskografia
- Miłość z tamtych lat (2013)[14][15]
- Stop!Klatka (2014)[16]
- Osobno (2016)[16]